# Dornröschen (1990)
Dornröschen ist ein Märchenfilm, der sich im Verlauf der Handlung akribisch an das Dornröschenmärchen Aarne-Thompson-Index 410 der Brüder Grimm hält, und überdies filmisch das Grimmsche Märchen psychologisch vertieft. Der Film entstand in Kooperation von Tschechoslowakei, Frankreich und Deutschland und ist eine Produktion von Omnia Film in München, Slovenská filmová tvorbá in Bratislava in Zusammenarbeit mit RAIUNO/SACIS/TVE – Films du Sabre. Auffallend ist in dieser Verfilmung von Dornröschen die bildliche Verbindung von Traum und Märchen. Premiere hatte der Film 1990.

## Darsteller
Die slowakische Schauspielerin Dana Dinková hatte mit der Darstellung des fragilen Dornröschens ihr filmisches Debüt. An ihrer Seite spielte der international gefragte Schauspieler Gedeon Burkhard die Rolle der Prinzen Wilhelm und Johann – mit Sinn für die märchenhafte Stimmung. Jozef Adamovic, der König Leopold darstellte, spielte auch in dem tschechischen Märchenfilm Der Feuervogel mit. Die Frau an seiner Seite, Königin Christine, verkörperte die bekannte Schauspielerin Judy Winter. Die vielseitige tschechische Märchendarstellerin Milena Dvorská spielte hier Dornröschens Vertraute Maria; sie hatte interessanterweise in dem anderen tschechoslowakischen Dornröschenfilm Wie man Dornröschen wachküßt die Rolle der Königin Elisabeth inne.

## Handlung

### Erwartung
Der ungeduldige König Leopold wartet und sein Hofstaat wartet mit. Die Königin bekommt das lang ersehnte Kind. Aber wird es ein Junge, ein junger Leopold, der erwünschte Thronfolger sein? Die Königin wird von wirren Träumen heimgesucht: Von einem Turm schweben Schleier – eine Kröte prophezeit: „Du hast lange gewartet Königin, Du wirst ein Kind gebären.“ – Die junge Königin läuft ihrem Gemahl durch einen Rosentunnel, einen Rosenhag, entgegen. Er eilt im rosigen Licht mit einem Strauß roter Rosen zu ihr, doch als er ihr die Blumen überreichen will, ist der Strauß verwelkt.

### Dornröschen
Königin Christine hat ein schönes Mädchen bekommen. Etwas verunsichert überhäuft der König das Kind mit Zärtlichkeit. Aber die Kleine soll nicht nach ihrem Vater Leopoldine heißen. Die Königin meint, das Kind schlafe wie die Dornenrose, sie solle Dornröschen heißen nach ihrer Lieblingsblume. Der unsichere aber doch geltungsbedürftige König wird von seinem Minister mit Einflüsterungen bedrängt: Der Höfling will Besitz mehren und Münzen prägen: Leopoldinenmünzen – verdient durch Flachsanbau und Spinnstuben – sollen dem Namen des schwachen Königs Zukunft geben.

### Feen
Die leichte Enttäuschung, keinen männlichen Nachfolger bekommen zu haben, wird durch ein Übermaß an Pomp kompensiert. Der König fordert, zur Taufe des Töchterchens alle dreizehn Feen des Landes einzuladen. Es herrscht die allgemeine Meinung, das sei Wahnsinn und Anmaßung – kämen doch normalerweise nur drei Feen zur Wiege eines Neugeborenen. Doch unbeirrt gibt der König Anweisung, für die Feen dreizehn Teller aus Gold zu gießen. Aber beim letzten Teller geht das Gold aus und der Minister rät, die dreizehnte Fee wieder auszuladen – die Dreizehnte wäre ohnehin „nur“ für das Schicksal zuständig und würde nicht, wie die anderen zwölf, Gaben verleihen – leichtsinnig und beeinflussbar stimmt Leopold der Ausladung der Schicksalsfee zu. Währenddessen ziehen Leopolds Boten auf Feensuche über Land. Reich mit Geschenken beladen finden sie die Geheimnisvollen unter dem Baum des Lebens. Die Feen wollen beglückt dem Prinzesschen das große Geschenk ihrer Gaben gewähren – da kommt die Nachricht von der Ausladung der dreizehnten Fee – die Schicksalsfee warnt.

### Tauffest
Zur Taufe sind königliche Gäste geladen auch der Nachbarkönig Philipp mit seinen vielen Kindern, darunter der kleine Prinz Wilhelm. In den Augen des anmaßenden Leopold ist dieser König ein Habenichts – dessen Sohn soll niemals der Bräutigam Dornröschens werden. Der Minister klatscht dieser Frechheit Beifall. Gereizt wartet die Gesellschaft: Endlich erscheinen die Feen. Die Prinzessin wird beschenkt mit bezaubernder Schönheit, Klugheit, Gesundheit, Reichtum, Freigiebigkeit, Beherztheit, Wahrheitsliebe, Güte, Phantasie, Geduld und Begabung.
Die zwölfte Fee legt dem Kind eine Rose in die Wiege, wenn die Rose erblühe, trete die Liebe in Dornröschens Leben. Anmaßend, in unbewusster väterlicher Eifersucht, widersetzt sich der selbstgefällige Leopold – das Kind könne sich an der Rose stechen – da erscheint die dreizehnte Fee: Sie prophezeit dem Kind ein düsteres Schicksal. Dornröschens Liebesrose werde nicht erblühen, sondern sie werde mit der Rose welken. Sie werde nach dem Willen Leopolds nicht den Prinzen Wilhelm heiraten. Mit fünfzehn Jahren werde sich Leopolds Tochter an einer Spindel stechen und für immer ihre Augen schließen. Große Aufregung folgt auf die Verwünschung, die Feen sind verschwunden. Doch dann tritt noch einmal die zwölfte Liebesrosenfee ins Licht. Aber auch sie kann den Fluch nicht aufheben, sondern nur mildern, indem sie dem Kind weissagt: Du stirbst nicht Prinzessin Dornröschen, wenn meine Gabe der Liebe deinen Retter nach hundert Jahren zu dir führt.

### Der goldene Käfig
Angst herrscht im Königreich. Der König will sein Kind schützen. Dornröschen darf nichts erfahren von dem Fluch, sie darf sich an nichts stechen, keiner Gefahr zu nahe kommen. Alle Rosen werden aus dem königlichen Garten ausgerissen und Spinnräder inspiziert. Doch als der König auch das Spinnen im ganzen Land verbieten will, fürchtet der Minister um seine Gewinne. Im Land wird weiter Flachs zu Leinen verarbeitet, dafür aber im Schloss jedes Spinnrad verbrannt. Deshalb darf kein Leben ins Schloss dringen. Dornröschen wächst in völliger Abgeschiedenheit heran. Untergebene zwischen siebzehn und siebenundfünfzig Jahren werden des Schlosses verwiesen – mit Ausnahme des intriganten Ministers. Das ist nicht das blühende Land, das der König für sein Kind erträumte, aber er hastet weiter, bestellt eine Spinnerin namens Maria ins Schloss, damit sich zumindest einer auskenne mit den gefährlichen Spinnrädern und darüber Bescheid weiß, wo Rocken und Spindel sitzen. Die fröhliche Maria kann Träume deuten. Sie wird die engste Vertraute der schönen vierzehnjährigen Prinzessin. Die ältlichen Hofdamen und die wohlgeordnete Ruhe des Schlosses machen Dornröschen traurig. Viele Fragen hat das schöne, gefangene Mädchen, dem jedes Leben vorenthalten wird. Dornröschen pflegt eine Taube gesund, die sie mit gebrochenem Flügel findet. Maria hilft, aber der Vogel muss in Freiheit bleiben, muss fliegen können. Aber was ist Freiheit für die gefangene Prinzessin, eine unbestimmte Sehnsucht? Immerzu wird sie bewacht. König und Königin besichtigen ihr Land. Da hören sie Spott über Dornröschen: Ist die versteckte, fürs Volk unsichtbare Prinzessin wirklich so schön? Der wutentbrannte König beschließt daraufhin, seine Tochter malen zu lassen.

### Prinz Wilhelm
Königin Christine hat König Philipp für seinen Sohn das Bildnis Dornröschens zukommen lassen und Prinz Wilhelm eingeladen. Die Königin hofft auf eine Heirat als Mittel gegen den Fluch. Der schöne Prinz macht sich auf den Weg. Auch die zwölfte Rosenfee hofft auf die Liebe – die Liebe ist das einzige, was das Schicksal des Menschen wenden kann; doch die dreizehnte Schwester, die Schicksalsfee, höhnt ungläubig: „Welche Menschen sind schon fähig zur Liebe – meist ist es doch nur Selbstsucht.“ Währenddessen hat Dornröschen ihre Eltern bewegen können, sie einmal mitzunehmen. Der Weg führt nach dem Willen des Königs durch karge Wildnis. Da bleibt der Wagen im Morast stecken. Dornröschen steigt aus und verliert sich im Wald. An einem wilden Wasserfall findet sie Prinz Wilhelm. Beide sind bezaubert voneinander. Doch bald schon haben die aufgeregten Eltern Dornröschen wieder in ihrer Obhut. Aber Prinz Wilhelm folgt nach und bleibt als Gast auf dem Schloss, wo zum Ärger des Königs Wilhelm und die Prinzessin ihr Herz aneinander verlieren. Aber es gibt auch Unstimmigkeiten zwischen beiden: Dornröschen verteidigt ihre Eltern, die in den Augen des Prinzen unter Verfolgungswahn leiden. Den Vorschlag zu fliehen, lehnt die schöne Prinzessin verärgert ab; als die beiden sich wieder versöhnen, reiten sie wild durch den Schlossgarten, wobei die zarte Prinzessin stürzt. Verärgert jagen König und Königin, diesmal in seltener Einigkeit, Prinz Wilhelm davon.

### Der Schlaf
Den Einflüsterungen seines falschen Ministers folgend, hat der angstgeplagte König Dornröschen jede Freude genommen. Prinz Wilhelm ist des Hofes verwiesen, auch Maria, die Vertraute der Prinzessin, musste gehen, und sogar das junge Liebespaar Margit und Michael, das sich unter dem Gesinde befand, wurden gegen Dornröschens Willen getrennt. Die Prinzessin half Margit dann bei ihrer Flucht. Sie selbst jedoch bringt es nicht fertig die Eltern zu verlassen und vom Hof zu fliehen. Die Ereignisse spitzen sich zu. Man schickt nach Prinz Wilhelm. Doch dann erscheint die Schicksalsfee und lockt das Mädchen in den Turm, wo sie es anweist, zu spinnen. Es kommt, wie es kommen muss: Dornröschen sticht sich in den Finger und fällt in einen tiefen Schlaf und mit ihr der gesamte Hofstaat. Das schöne Mädchen wird von glitzernden Fäden eingewoben – über ihm und dem Schloss mit allen Nebengebäuden spinnt sich undurchdringliches Rosendickicht. Als König Philipp mit seinem Sohn, Prinz Wilhelm, eintrifft, ist alles von zauberischen Rosen umgeben, die kein Eindringen erlauben. In der Hecke lauert der Tod.

### Prinz Johann
Prinz Wilhelm wird zu einer glücklosen Zwangsheirat gedrängt. – Jahrzehnte vergehen. Ein alter Greis ist Wilhelm, Urgroßvater von Prinz Johann, geworden. Er kann nicht einmal mehr die Laute spielen. Johann ist das Ebenbild des jungen Wilhelm. Bei der Rosenhecke singen die Kinder das Ringelreihen von der schlafenden Königstochter: Dornröschen war ein schönes Kind … Da erfasst den verträumten Johann die Sehnsucht nach dem schlafenden Dornröschen. Er kann unbeschadet die Hecke überwinden, obwohl der Urgroßvater ihn hindern will. Traumwandlerisch findet der Prinz nach 100 Jahren das schlafende Dornröschen, weckt es mit einem Kuss und bekommt mit dem Segen der zwölften Rosenfee von König Leopold die Hand der Tochter und die Krone des Reichs.

## Märchenstoff
Der Film richtet sich ganz nach der Dornröschenvorlage der Brüder Grimm: Die Voraussage der Kröte, der fehlende dreizehnte Teller, die Gaben der Feen, die Schönheit Dornröschens, der hundertjährige Schlaf. Allerdings wird manches behutsam erweitert: Die Geschichte mit dem Prinzen, der als Alter Ego und Urenkel von Dornröschens Geliebtem nach hundert Jahren gewissermaßen wiederkehrt, der mystische Lebensbaum der Feen und die unwillige Schicksalsfee, die bei Grimm auch die dreizehnte ist. Und das Schicksal findet in der Psychologie von Dornröschen und ihren Eltern willige Marionetten des Märchenablaufs. So wirkt es wie eine Regieanweisung für den Film, wenn Eugen Drewermann über Dornröschen schreibt, sie könne nicht erwachsen werden, weil es ihr nicht möglich ist, sich aus der schicksalhaften, angst- und schulderfüllten Bindung zu ihrem Vater zu lösen. So verwahrt sich Dornröschen im Film ohne ersichtlichen Grund zweimal dagegen mit oder zu ihrem Prinzen Wilhelm zu fliehen. Erst als es zu spät ist und die Todesbotin, die Schicksalsfee, sie auffordert mitzukommen, ist Dornröschen bereit. Auch Königin Christine verhält sich ganz im Sinne der Anima-Lehre, wie sie für das Dornröschenmärchen von Hedwig von Beit und Marie-Louise von Franz in Die Symbolik des Märchens dargelegt wurde. Angstträume vor Dornröschens Geburt deuten auf ein Missverhältnis der Eltern. Die Bindung des Vaters zu seiner Tochter erschwert die Königin schon bei der Namensgebung; hier bevorzugt schicksalhaft vorausweisend die Königin die „schlafende“ Dornenrose als Namensgeber der Prinzessin. Die seltsame Zuneigung der Königin zu König Philipp und seinen Kindern und die seltsame Abneigung von König Leopold denselben gegenüber, deutet in dieser Beziehung auf ein verborgenes Geheimnis der Königin. Schließlich gesteht Christine ihrer Tochter, sie allein sei die Erfüllung aller ihrer Wünsche – psychologisch eine klare Ansage, dass die Tochter das ungelebte Leben ihrer Mutter leben soll. Entsprechende Angst und Geltungssucht des Vaters leiten weiter ins unvermeidliche Unglück Dornröschens. Und wirklich nur die eigene Freiheit Dornröschens zur Liebe kann den hundertjährigen Schlaf besiegen.

## Bilder und Musik
Das rosige träumerische Märchenlicht des Films und das Eingesponnene des Rosenzaubers, erinnert an die Bilder des Briar Rose-Zyklus von Edward Burne-Jones und an sein Sleeping Beauty-Bild. Allerdings ist die Schönheit der Prinzessin vom Typus mehr den 1867 entstandenen La Belle au bois dormant – Illustrationen von Gustave Doré entlehnt. Dana Dinková ist eine zarte Doré-Schönheit. Und auch die Kostüme des Films entsprechen weniger Edward Burne-Jones' Dornröschen-Gewändern, sondern eher der zeitlichen Zuordnung der doréschen Dornröschenbilder zur Mode um 1600: Manieristisch mit hochgestellten gefältelten Kragen, Halskrausen und eng taillierten Kleidern. Die Musik, eine schlichte Lautenmelodie – von Prinz Wilhelm vorgetragen – wird oft im Sinne der Traumhaftigkeit des Geschehens hallig gedehnt – ähnlich wie manche Traumbilder des Films durch Zeitlupe gedehnt sind. Im geheimnisvollen Umgang mit Schleiern und Spiegeln ist der Dornröschenfilm vergleichbar dem französischen Film von Jean Cocteau: La Belle et la Bête.

## Deutschsprachige und weitere Fassungen
Es gibt von dem Dornröschenfilm eine tschechische, eine slowakische, eine deutsche und eine französische Originalfassung. Buch und Regie der deutschen Fassung oblag Joachim Brinkmann  die Redaktion hatte Joachim G. Staab.
Bekannt ist der Dornröschenfilm unter dem tschechischen Titel Šípková Růženka, unter dem englischen Titel Sleeping Beauty, unter dem finnischen Titel Prinsessa Ruusunen unter dem französischen Titel La belle au bois dormant, unter dem italienischen Titel La bella addormentata, und unter dem slowakischen Titel Šípová Ruženka.
Diese Verfilmung von Dornröschen kam am 30. November 2006 auf DVD heraus.

## Kritik
- „Märchenfilm nach den Gebrüdern Grimm. - Der Versuch, das Märchen von dem Fluch und seinen Folgen auch visuell neu umzusetzen, gelang nur bedingt. Auch wenn der Film hohes Einfühlungsvermögen in den Stoff beweist, so steht er sich mit seiner angestrengten Suche nach schönen Bildern bisweilen selbst im Weg. Dennoch gute Unterhaltung für Kinder.“ – Lexikon des internationalen Films[8]